# ヴェロレンゴ
ヴェロレンゴ（伊: Verolengo）は、イタリア共和国ピエモンテ州トリノ県にある、人口約4,800人の基礎自治体（コムーネ）。

## 地理

### 位置・広がり

#### 隣接コムーネ
隣接するコムーネは以下の通り。括弧内のVCはヴェルチェッリ県所属を示す。
- ブルザスコ
- キヴァッソ
- クレシェンティーノ (VC)
- ラウリアーノ
- モンテーウ・ダ・ポー
- ロンディッソーネ
- サルッジャ (VC)
- サン・セバスティアーノ・ダ・ポー
- トッラッツァ・ピエモンテ

## 行政

### 分離集落
ヴェロレンゴには、以下の分離集落（フラツィオーネ）がある。
- Arborea, Borgo Revel, Busignetto, Casabianca, Le Benne, Rolandini, Sbarro Valentino